# Ana Hernández Huet
Ana Hernández Huet (Barcelona, 7 de març de 1958) és una exjugadora de voleibol catalana.
Començà a practicar voleibol a l'Escola Aula juntament amb les seves germanes Isabel i Sylvie. Debutà a la Primera Divisió al Club Esportiu Hispano Francès, amb el qual conquerí un campionat d'Espanya (1976). També jugà al Club Voleibol Sant Cugat (1976-81), on guanyà el seu segon campionat (1981). Després de la dissolució del club cugatenc, tornà al club barceloní. En aquesta segona etapa, hi guanyà la seva tercera Copa de la Reina (1983). Posteriorment, jugà a l'Agrupació Cultural i Esportiva Bombers (1985-86) de la Segona divisió, i al Club Voleibol Santa Coloma (1986-88), amb el qual aconseguí un subcampionat de la Copa de la Reina. Es retirà al final de la dècada del 1980

## Palmarès
- 3 Copes espanyoles de voleibol femenina (1976, 1981, 1983)